# Caol Ila
Caol Ila Distillery er et skotsk whisky destilleri ved Port Askaig på øen Islay, Skotland. Det laver skotsk single malt whisky.

## Smag
Caol Ila er en lettere røget whisky, og deres 12-års hører ikke til de kraftigste fra Islay. De mest røgede whiskies er Laphroaig, Lagavulin og Ardbeg - alle fra Islay.  Det hedder sig, at den smager af fiskeolie og tang pga. destilleriets beliggenhed lige ved Sound of Islay. Den lagres dog på det skotske fastland, hvor den hældes på træfade. Caol Ilas whisky kommer næppe i kontakt med Islays havluft i modsætning til øens øvrige whiskymærker, som lagres på øen. Caol Ila har en for Islay whiskies ren og slank smag. Det hænger måske sammen med de høje stills (destillationsapparater).  Enten drikker man kun røgede whiskies, eller også løber man skrigende bort. Caol Ila er dog ikke særlig røget. Den mindst røgede whisky fra Islay er fra Bunnahabhain destilleriet, som ligger tæt på Caol Ila.

## Prisniveau
I Danmark er salgsprisen i 2014 ca. 400kr. for 100 centiliter af standardproduktet. 

## Ekstern henvisning
- Caol Ila, hjemmeside (engelsk) Arkiveret 12. februar 2010 hos  Wayback Machine
- Andrew Jefford: Peat, smoke and Spirit